# Xã Cabanal, Quận Carroll, Arkansas
Xã Cabanal (tiếng Anh: Cabanal Township) là một xã thuộc quận Carroll, tiểu bang Arkansas, Hoa Kỳ. Năm 2010, dân số của xã này là 381 người.